# Робинсон, Анджела (актриса)
Анджела Робинсон (англ. Angela Robinson; род. 7 сентября 1963, Джексонвилл, Флорида) — американская актриса и певица, известная по роли злобной Вероники Харрингтон в прайм-тайм мыльной опере The Oprah Winfrey Network «Имущие и неимущие».
Робинсон родилась и выросла в Джэксонвилле, штат Флорида, где окончила среднюю школу, прежде чем поступить во Флоридский университет A&M. В 1992 году она переехала в Нью-Йорк, где начала карьеру на бродвейской и офф-бродвейской сценах. На Бродвее она играла Шуг Эйвери в мюзикле «Цветы лиловые полей», а затем продолжила роль в национальном туре. Также она выступала в «Волшебник страны Оз» 2011 года и «Девушки мечты».
На телевидении Робинсон дебютировала в эпизоде «Закон и порядок: Специальный корпус» в 2005 году. В 2013 году она начала сниматься в прайм-тайм мыльной опере The Oprah Winfrey Network «Имущие и неимущие», играя роль основной злодейки, благодаря чему критики проводили параллели с Доминик Дэверо и Алексис Колби из «Династии». В 2015 году Робинсон получила премию «Грейси» за роль в шоу.